# Владислав Тарновський

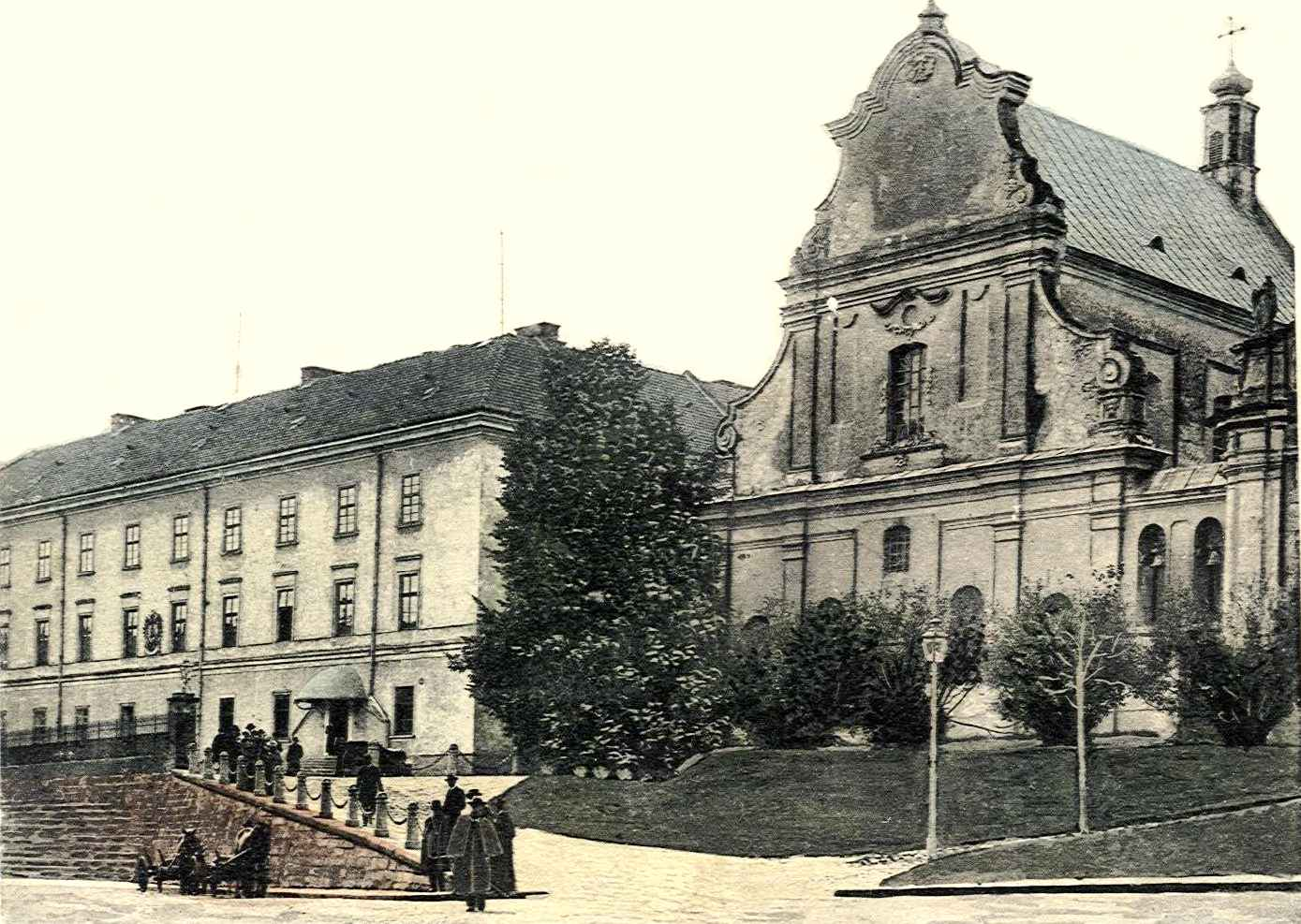
Львів, вулиця Грушевського, 2. Колишній костел святого Миколая (нині Покровська церква УПЦ КП). Ліворуч — будинок, у якому до 1853 року містився Єзуїтський конвікт.

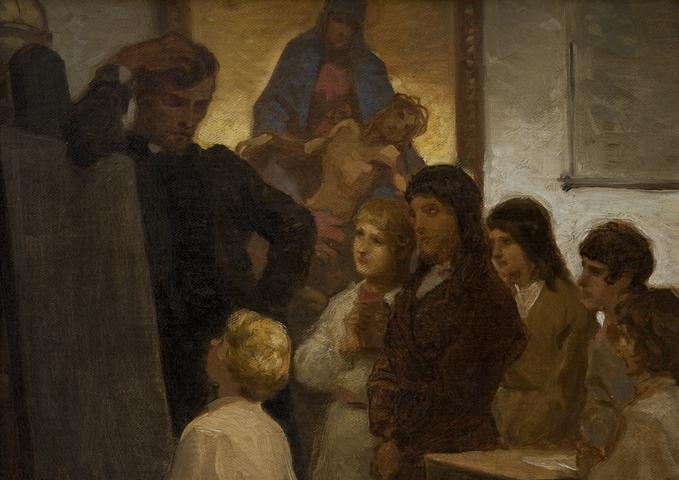
Школа у Вороблевичах. Фрагмент картини Артура Ґроттґера. 1865. Цілком можливо, що на картині зображено самого Владислава Тарновського.

Влади́слав Тарно́вський, граф гербу Леліва (пол. Władysław Tarnowski, 4 червня 1836, Вороблевичі, нині Дрогобицького району — 19 квітня 1878, акваторія біля Сан-Франциско — польський піаніст, композитор, поет, драматург і перекладач. Двоюрідний брат Станіслава Тарновського.

## Біографічні дані
Владислав народився в родині Валер'яна Спицимира і Ернестини Тарновських. Мав брата Станіслава і сестру Марію. Виховувався під наглядом гувернера, 1840 року залишився без матері. Був дуже здібний до музики. Місцевий органіст навчив хлопчика читати ноти, і той удома вправлявся за фортепіано. За родинними переказами, Владислава ще маленьким показали Шопенові. Документально це не підтверджено. У свої чотирнадцять років Владислав Тарновський уже складав музику й писав вірші. Потяг до мистецтва посилився від того, що Тарновські приятелювали з родиною Ґроттґерів і ті бували у Вороблевичах. Владислав подружився з Артуром Ґроттґером. З 1845 чи 1846 року навчався у Львівському єзуїтському конвікті (школі-інтернаті) при костелі святого Миколая, а тоді — в Краківській гімназії. Вступив на правничий і філософський факультети Ягеллонського університету, який закінчив у 1857 році, згодом, всупереч батьковій волі, студіював у Паризькій консерваторії, в Данієля Обера. Там приятелював з музикантом і музикознавцем Альбертом Совінським і з істориком та етнографом Францишеком Духінським. 1861 року батько помер, і в день похорону згорів фільварок у Вороблевичах. Владислав, як найстарший син, перейняв господарювання маєтком і помалу відновлював втрачене. Збирав твори мистецтва й відкрив музей у своїй садибі. Збудував у селі школу, винайняв учителя й купував для учнів книжки та зошити. За свідченнями вороблевицьких старожилів, його небіж Ян Конті, син брата Станіслава, своїм коштом відбудував у селі церкву, споруджену його предками у XVIII столітті й зруйновану під час Першої світової війни, а після встановлення радянської влади був розстріляний в Биківні 1940 році. Владислав Тарновський на певний час перервав навчання, щоб узяти участь у Польському повстанні 1863 року. Працював у львівській організації, що допомагала повстанцям, був секретним зв'язковим між Галичиною та Національним урядом у Варшаві. Також воював у складі plзуавів-смертників. Там же й склав військову пісню «Jak to na wojence ładnie, kiedy ułan z konia spadnie», донині популярну, хоча й перероблену.
Після того, як придушено повстання, Владислав Тарновський вступив до Лейпцизької консерваторії, де навчався в Ігнаца Мошелеса (фортепіано) і Ернста Фрідріха Едуарда Ріхтера (композиція). У 1863—1865 роках анонімно опублікував у Лейпцигу три випуски поетичних творів під загальною назвою «Вірші студента» (пол. Poezye Studenta). З 1867 по 1870 рік він вдосконалював свою майстерність у Римі під керівництвом Ференца Ліста. Той цінував свого учня, порівнював його з Антоном Рубінштейном i Гансом фон Бюловом і сам виконував твори Тарновського.
Тарновський концертував у Вроцлаві (1860 i 1875, виконував також свої твори), Відні й Римі, Венеції та Флоренції (1872), Парижі (1873) й Львові (1875), гастролював у Греції, Сирії та Єгипті. Певний час жив в Індії та Японії, зацікавившись східними культурами. Водночас публікував у польській пресі вірші під псевдонімом «Ернест Булава» (пол. Ernest Buława). Окремими виданнями вийшли у світ, зокрема, його надруковані у Львові містерія за біблійними мотивами «Ісаак» (1871) та дві драми — «Карлінські» (Karlińscy, 1874), «Йоанна Ґрей» (Joanna Grey, 1874).
Вільно володіючи англійською, німецькою, французькою й італійською мовами, він переклав польською низку творів Вільяма Шекспіра, Персі Біші Шеллі, Вашинґтона Ірвінґа, Генріха Гейне, Максиміліана Берна, П'єра Корнеля. У доробку є також драматична містерія «Майя» Анджело де Ґубернатіса, з яким Тарновського зблизило захоплення Сходом, і фахова книжка Франца Бренделя «Нарис історії музики».
Тарновський був також меценат (підтримував, зокрема, Анджея Грабовського).
Серед композицій Тарновського — опера «Ахмед, або Пілігрим кохання» (пол. Achmed, czyli Pielgrzym miłości, 1875, на власне лібрето за мотивами «Альгамбри» Вашинґтона Ірвінґа), струнний квартет ре мажор, Фантазія для скрипки і фортепіано, фортепіанні та вокальні твори.
Владислав Тарновський помер від інфаркту, подорожуючи з Японії до США на кораблі «Пацифік» (Pacific). Смерть настала вже на підході до Сан-Франциско. Похований у Вороблевичах.

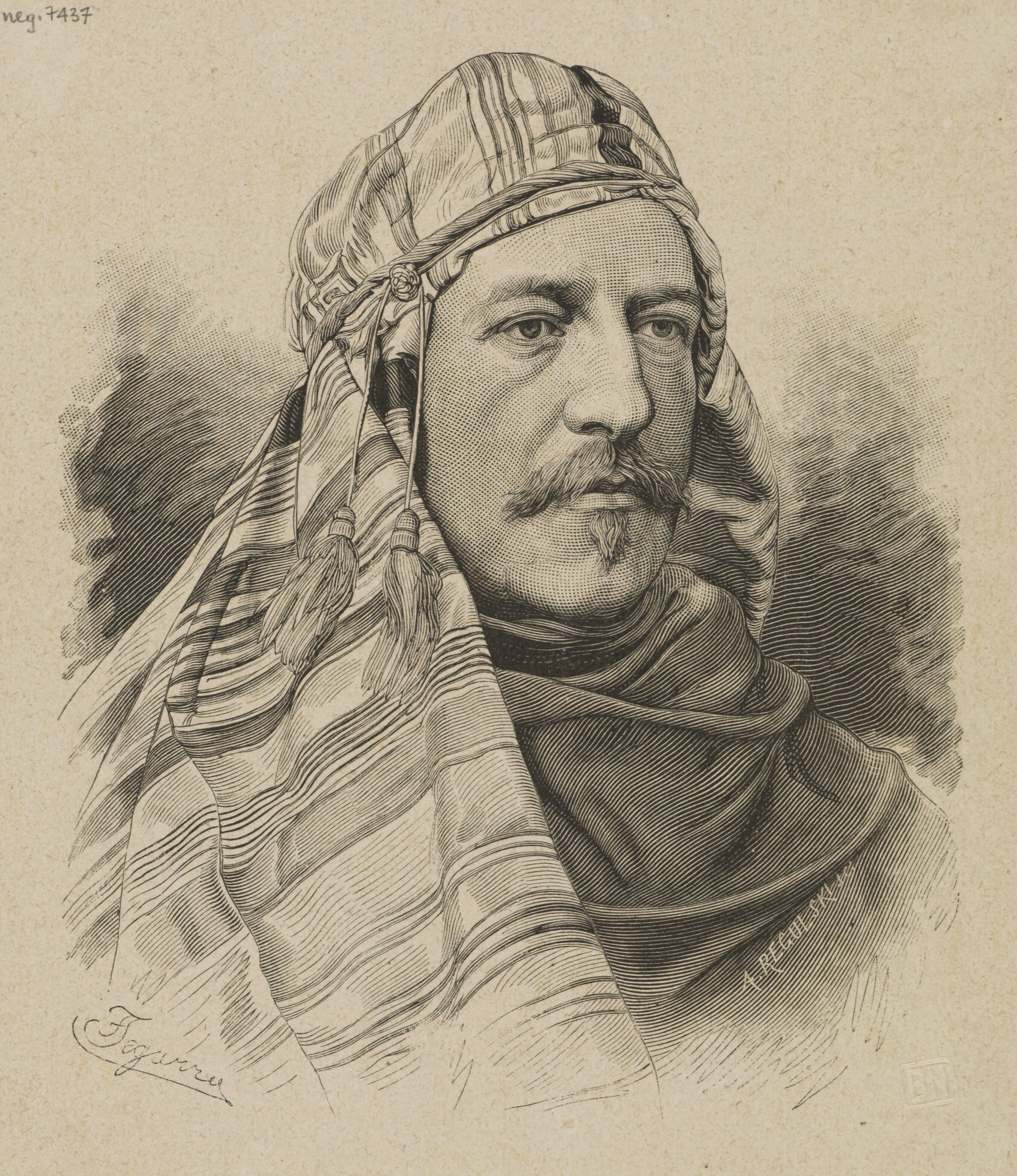
Владислав Тарновський в арабському одязі під час мандрівки. Гравюра роботи А. Регульського за рисунком Ф. Теґаццо. 1878.

## Музичні композиції

### Камерні
- Quatour Ré-majeur pour Deur Violons, Viola et Violoncelle (Струнний квартет ре-мажор) [Архівовано 9 квітня 2017 у Wayback Machine.] (1874?)[8]
- Fantasia quasi una sonata [Архівовано 10 березня 2016 у Wayback Machine.] (для скрипки і фортепіано)
- Souvenir d'un ange [Архівовано 21 вересня 2016 у Wayback Machine.] (для скрипки і фортепіано) (Відень, близько 1876, видавництво Кратохвіла/Kratochwill)

### Фортепіанні
- 3 Mazurkas (Відень, близько 1870, видавництво A. Безендорфера/A. Bösendorfer)
- 2 п'єси:
  - Chant sans paroles
  - Valse-poeme (обидві — Лейпциг, близько 1870, видавництво Х. Е. Канта/Ch. Е. Kahnt)
- Impromptu «L'adieu de l'artiste» [Архівовано 4 квітня 2022 у Wayback Machine.] (Відень, близько 1870, видавництво Й. Ґутманна/J. Gutmann)
- Souvenir de la Canée (концертна фантазія для фортепіано)[9]
- Sonata à son ami Zawadzki [Архівовано 22 грудня 2014 у Wayback Machine.] (Відень, близько 1875, видавництво Кратохвіла)
- Grande polonaise quasi rapsodie symphonique [Архівовано 28 травня 2016 у Wayback Machine.] (Відень, близько 1875, видавництво Й. Ґутманна)
- Extases au Bosphor, fantasie rapsodie sur les melodies orientales op. 10 (Лейпциг, близько 1875, видавництво Р. Форберґа/ R. Forberg)
- Полонез для Теофіля Ленартовича (1872)[10]
- Траурний марш із симфонічного твору, присвячений пам'яті Августа Бєловського [Архівовано 16 травня 2008 у Wayback Machine.] (1876)[11]
- Обробка етюда оп. 25, № 7  Фридерика Шопена для віолончелі i фортепіано (Лейпциг, 1874, видавництво B&H)[12]
- Аве Марія [Архівовано 8 березня 2016 у Wayback Machine.] (Album Muzeum Narodowego w Rapperswyllu, 1876, s. 577—578)

- Andantino pensieroso (Echo Muzyczne, Варшава, 6, 17 XII 1878)

### Ноктюрни і романси
- Nocturne dédié à sa soeur Marie [Архівовано 9 березня 2016 у Wayback Machine.] (Відень, видання не датоване)[13]
- Nuit sombre[14]
- Nuit claire[14]

### Пісні
Соло:
- Marsz ułański — інакше Pieśń żołnierza і Marsz żołnierzy Langiewicza, який починається словами: «A kto chce rozkoszy użyć»; сьогодні більш відомий зі слів «Jak to na wojence ładnie» (перші публікації: Kieszonkowy słowniczek polski z melodiami, Познань, 1889, видавництво Й. Лайтґебера/J. Leitgeber i Piosenka wojenna, Львів, 1908, видавництво Б. Полонецького/B. Połoniecki, відповідно)

З фортепіанним акомпанементом:
- Cypryssen 5 characterische Gesänge (Відень 1870, видавництво A. Безендорфера), п'ята пісня: Ich sank verweint in sanften Schlummer [Архівовано 4 квітня 2022 у Wayback Machine.][15]
- Neig, o Schöne Knospe [Архівовано 4 квітня 2022 у Wayback Machine.] (Відень, близько 1870, видавництво Й. Ґутманна)
- Kennst du die Rosen [Архівовано 7 лютого 2016 у Wayback Machine.] (Відень, близько 1870, видавництво Й. Ґутманна)
- Du buch mit Siegen Siegeln й Ob. Du Nun ruhst… [Архівовано 4 квітня 2022 у Wayback Machine.] (Відень, близько 1870, видавництво Кратохвіла)
- Still klingt das Glöcklein durch Felder [Архівовано 9 березня 2016 у Wayback Machine.] (Відень, близько 1875, видавництво Й. Ґутманна)

- Klänge Und Schmerzen (Лейпциг, близько 1870, видавництво Х. Е. Канта)
- Nächtliche Regung (Лейпциг, близько 1870, видавництво Х. Е. Канта)
- Mein Kahn [Архівовано 29 листопада 2016 у Wayback Machine.]
- Strofa dello Strozzi e la risposttadi Michalangelo (видавництво Царіша/Carisch)[16]

### Сценічні твори
- Achmed oder Pilger Liebe (на власне лібрето. Опубліковано партію фортепіано, Лейпциг, близько 1875, видавництво Р. Форберґа)
- Karlińscy [Архівовано 12 березня 2016 у Wayback Machine.] (музика до власного драматичного твору, Львів, 1874, видавництво Ґубриновича і Шмідта)
- Joanna Grey [Архівовано 8 березня 2016 у Wayback Machine.] (музика до власного драматичного твору, Відень, 1875, видавництво Кратохвіла)

## Літературні твори

### Поетичні збірки
- Poezye studenta (томи 1-4, з 1863-65 років):
- Poezye Studenta — том 1. (Лейпциг, 1863, видавництво Ф. А. Брокгауса/F.A. Brockhaus)
- Poezye Studenta — том 3. (Лейпциг, 1865, видавництво Ф. А. Брокгауса)
- Poezye Studenta — том 4. (Лейпциг, 1865, видавництво Ф. А. Брокгауса)
- Krople czary [Архівовано 12 березня 2014 у Wayback Machine.] (Лейпциг 1865, видавництво Павла Роде/Paweł Rhode)
- Sonety tatrzańskie (1865)
- Szkice helweckie [Архівовано 25 грудня 2013 у Wayback Machine.] i Talia [Архівовано 19 травня 2014 у Wayback Machine.] (Лейпциг, 1868, видавництво Павла Роде)
- Piołuny (Дрезден, 1869, друкарня Ю. І. Крашевського)
- Nowe Poezye (1872, видавництво Зайферта і Чайковського/Seyfert i Czajkowski)
- Kochankowie ojczyzny (поема, 1872)
- Obrazy z kraju (1877)

### Вірші
- Na śmierć Żołnierza Polskiego Marcina T. (орієнтовно 1862, книжкове видання 1865)
- Do Władysława Zwierkowskiego i Filipa Kahanego (після 1863)
- Bądźmy gotowi (1865)
- Na śmierć Juliusza T. (1865)
- Do S… T… (опубліковано 1865)
- Krzyk sarmatki (1867)
- Modlitwa niemego
- Na dymissyę Belkredego (1867)
- Prywata a doktrynerka (1868)
- Kolibry (1868)
- Pamięci Sierakowskiego (1868)
- Pamięci Jurgensa (1868)
- Pamięci Mieczysława Romanowskiego (1868 або раніше)
- Pamięci Traugutta (1868 або раніше)
- Modlitwa niemego (1868)
- Kwestya szkółek (1868)
- Z płomieni (1869)
- Tryumfator (програма до симфонії) (1869)
- Pamięci J. K. Turskiego (1870)
- Praxytel i Fryne [Архівовано 19 травня 2014 у Wayback Machine.] (1871)
- Neapol (1875)
- Pomnik Bielowskiego [Архівовано 22 травня 2014 у Wayback Machine.] (1876))
- Naśladowanie z arabskiego (1876)
- Tęcze wspomnień (1876)
- Odwiedziny u Kanarisa (1876)
- Wspomnienie Skinderowi Paszy (1876)
- Nad brzegami Barada (1877)
- Tęsknota ducha (1878)

### Пісні
- Podzwonne (1857)
- Jak to na wojence ładnie
- Na bagnety (1863)
- Pieśń druga z Lutni (1863)
- Piołunowy hymn (1865)
- Oda na cześć Żuawów nieśmiertelnych (1865)
- Hymn wiosenny (1866)
- Córeczka grabarza (1869)
- Madonno moja (1875)

### Драми
- Izaak [Архівовано 22 травня 2014 у Wayback Machine.]. (Львів, 1871)
- В серії Ernesta Buławy Utwory Dramatyczne:
  - Toм I — Karlinscy [Архівовано 19 травня 2014 у Wayback Machine.]. Львів, видавництво Ґубриновича і Шмідта, 1874
  - Toм II — Joanna Grey [Архівовано 24 грудня 2013 у Wayback Machine.]. Львів, видавництво Ґубриновича і Шмідта, 1874 (з цим драматичним твором пов'язана увертюра Владислава Тарновського, але її долучили пізніше)
  - Toм III — Ostatnie sądy kapturowe i Finita la comedia (згадані в томі II; опубліковані, ймовірно, також у видавництві Ґубриновича і Шмідта),
- Achmed, pielgrzym miłości (лібрето німецькою мовою Achmed oder die Pilger der Liebe [Архівовано 4 квітня 2022 у Wayback Machine.])

### Проза
- Talia [Архівовано 19 травня 2014 у Wayback Machine.] (1868)
- Przechadzki po Europie [Архівовано 25 грудня 2013 у Wayback Machine.] (1871)

### Переклади
- Джеймс Макферсон. Pieśni Osjana, а також за їх мотивами: Z dziejów «Ossjana» w Polsce (англ.) (посмертне видання), видавництво Міхала Арцта/M. Arct, Варшава, 1927
- Вільям Шекспір. Hamlet (англ.) (останні видання: Hamlet, królewicz duński — під редакцією Ґжеґожа Сінка/Grzegorz Sinko), Zakład Narodowy im Ossolińskich, Warszawa, 1953; Hamlet — під редакцією С. Гельштинського/St. Helsztyński), Zakład Narodowy im Ossolińskich, Wrocław, Kraków, 1971)
- Франц Брендель. Zarys historii muzyki/Grundzüge der Geschichte der Musik (5 томів, Лейпциг, 1866)[17]
- Франц Брендель. Liszt jako symfonik, skreślił dr. Brendel, z dodaniem artykułu krytyczno-muzykalnego Ludwika Leona Gozlana spolszczył W. T. (нім.) (Львів, 1870)[18]
- Л. Фоґлар. Męczennicy fantazji. Оповідання, в часописі Świt, 1872, № 6-14
- Cyd, за іспанським романсеро, з перекладу Гердера. Cyd pod Ferdynandem Wielkim, частина 1, Świt, 1872, № 17-26.
- Анджело де Ґубернатіс. Maja, mysteryum dramatyczne, z szeregu dramatów indyjskich wyjęte [Архівовано 19 травня 2014 у Wayback Machine.] (італ.) Ruch Literacki, 2, 1875; а також Львів, 1876, видавництво Ґубриновича і Шмідта),
- Гектор Берліоз. Nowela przeszłości. 1555. Pierwsza opera [Архівовано 18 квітня 2021 у Wayback Machine.] (фр.). Ruch Literacki, 2, 1876 (перший твір із циклу Les Soirées de l'orchestre, том із першої половини 1876 року, с. 81-84)
- Гектор Берліоз. Grand traité d'instrumentation et d'orchestration modernes[19] під перекладною назвою — O instrumentacji
- Ежен Єменіс. Bohaterowie Grecji [Архівовано 26 лютого 2014 у Wayback Machine.] (фр.) Ruch Literacki, в томі з другої половини 1876 року, с. 57-58, 72-73, 90-91, 105—108, 119—120, 135—136, 153—154, 169—170, 184—185, 200—201, 216—217, 233, 246—247, 264—266, 280—281, 295—296)
- Генріх Гейне. Sobowtór [Архівовано 24 грудня 2013 у Wayback Machine.], (нім.) (1866)
- Джордж Гордон Байрон. Piosnka portugalska (англ.) (1869)
- Персі Біші Шеллі. Hymn do nocy, (англ.) (1869)
- Максиміліан Берн. Pięć tekstów do muzyki (нім.):

I. Dwie dusze (1872),
II. Trzech muzykantów (1872),
III. Kwiat tajemniczy (1872),
IV. Młodzian Jeziora(1869, вид. 1872),
V. Zwiędły liść (1872), Владислав Тарновський видавав документи з вороблевицького архіву:
- Archiwum Wróblewieckie — Зшиток I [Архівовано 12 березня 2014 у Wayback Machine.] (першодрук: Познань, 1869, видав автор для комісійної книгарні Яна Константи Жупанського/Jan Konstanty Żupański, друкарня Ю. І. Крашевського в Дрездені):
  - Urszula z Ustrzyckich Tarnowska. Wspomnienia damy polskiéj z XVIII. wieku [Архівовано 8 квітня 2022 у Wayback Machine.]
  - Kazimierz Ustrzycki. Hymn na stuletnią obronę Wiednia [Архівовано 8 квітня 2022 у Wayback Machine.]
  - Jan Henryk Dąbrowski. Proklamacya Generała Dąbrowskiego [Архівовано 8 квітня 2022 у Wayback Machine.]
  - Stanisław Górski. Tomicyanów ustęp, r. 1536—1537 [Архівовано 8 квітня 2022 у Wayback Machine.]
- Archiwum Wróblewieckie — Зшиток II (Львів, 1876, друкарня К. Піллера/K. Piller):
- Pamiętnik damy polskiej Urszuli z Ustrzyckich Tarnowskiej[20]
- Archiwum Wróblewieckie — Зшиток III (Львів, 1878, видавництво Кароля Вільда/Karol Wild):
  - Historję Królów Elekcyjnych Ignacego Potockiego [Архівовано 9 квітня 2022 у Wayback Machine.]
  - Manifest Generalności Barskiej [Архівовано 9 квітня 2022 у Wayback Machine.]
  - Listy: Ignacego Potockiego, Katarzyny z Potockich Kossakowskiej, Juliana Ursyna Niemcewicza
  - Urszula z Ustrzyckich Tarnowska. Król Hieronim w Warszawie w 1812 roku [Архівовано 6 березня 2021 у Wayback Machine.]. «Ruch Literacki». 30, с. 54-55, 22 липня 1876 (неопубліковане доповнення до «Вороблевицького архіву»)

Вірші й тексти музичних творів Владислава Тарновського, його статті, рецензії на літературні та музичні твори публікувалися в різних виданнях, як-от Ruch literacki, Tygodnik ilustrowany, Gazeta Narodowa, Dziennik Literacki, Dziennik Poznański, Gazeta Polska (Чикаго), Mrówka, Świt, Tydzień Polityczny, Naukowy, Literacki i Artystyczny (виходив у Дрездені під редакцією Ю. І. Крашевського) і Kłosy.

## Зовнішні зв'язки
- Ноти у фондах Австрійської національної бібліотеки у Відні
- Твори Владислава Тарновського доступні в Google Books [Архівовано 24 вересня 2015 у Wayback Machine.]; нині у вільному доступі є: Krople czary [Архівовано 12 березня 2014 у Wayback Machine.] i Archiwum Wróblewieckie — Zeszyt 1 [Архівовано 12 березня 2014 у Wayback Machine.]
- «Kochankowie Ojczyzny», поема поміщена в: «Album Muzeum Narodowego w Raperswilu w stulecie 1772 r.», 1872, сторінки оригіналу 232—278 (відскановані сторінки 256—302 доступні завдяки Нижньосілезькій електронній бібліотеці / Dolnośląska Biblioteka Cyfrowa [Архівовано 24 грудня 2013 у Wayback Machine.])
- Портрет Владислава Тарновського роботи Маврикія Ґоттліба (1877) перебуває в Сілезькому музей в Катовицях — Репродукція онлайн у Галереї польського малярства
- Jak to na wojence ładnie Версія у виконанні артистів кабаре Loch Camelot на сайті Cyfrowa Biblioteka Polskiej Piosenki
- Струнний квартет до-мажор [Архівовано 24 вересня 2015 у Wayback Machine.] у фондах IMSLP/Petrucci Music Library [Архівовано 9 березня 2014 у Wayback Machine.].
- Agaton Giller. O Władysławie Tarnowskim. „Ruch Literacki”. 1, 1878., с. 331—332;348-349; 362—363; 380—381; 395—396